# Canyon-SRAM/2020
Deze pagina geeft een overzicht van de vrouwenwielerploeg Canyon-SRAM in 2020.

## Algemeen

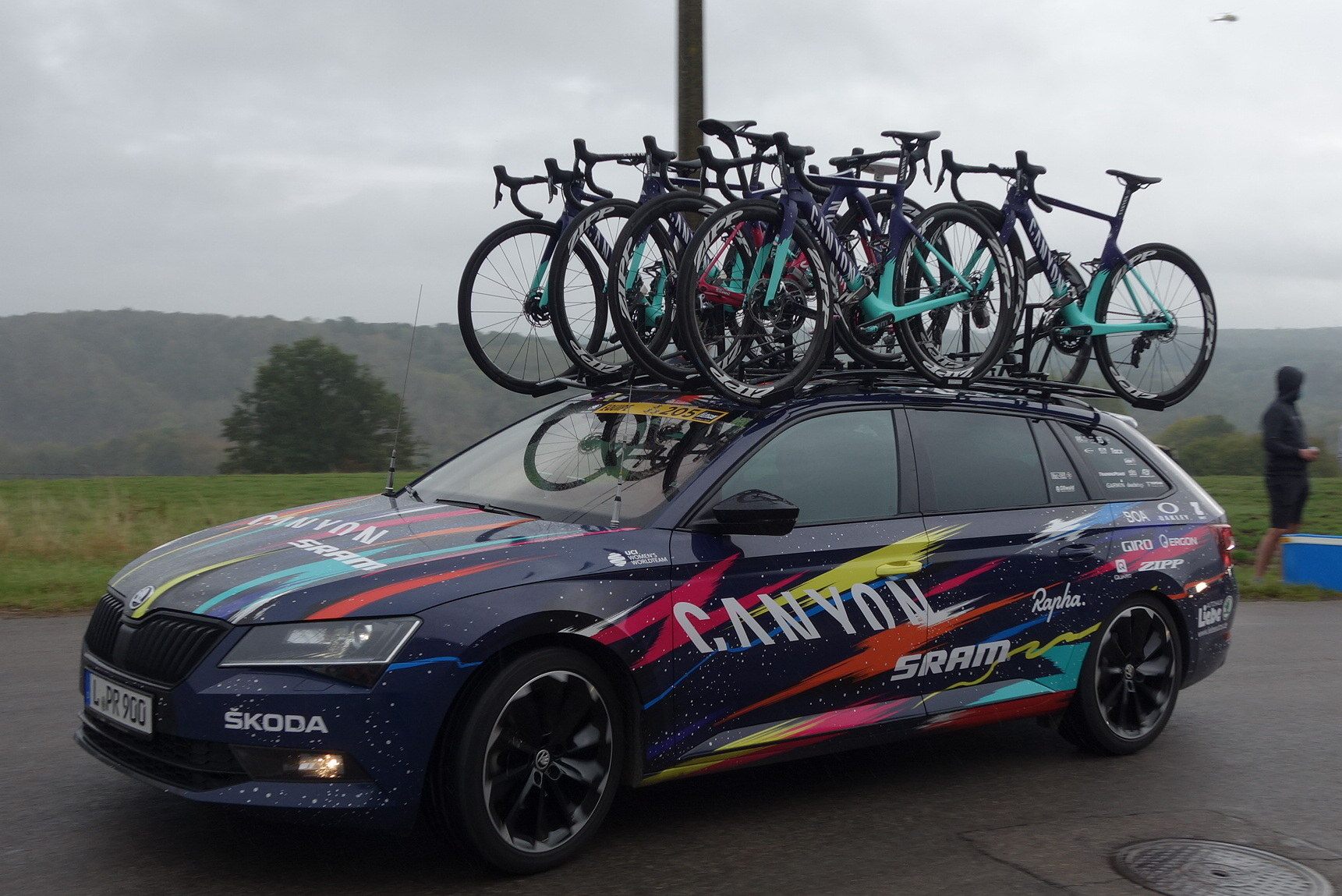
Ploegauto in de Waalse Pijl 2020.

Algemeen manager: Ronny Lauke
Ploegleiders: Ronny Lauke
Fietsmerk: Canyon

## Renners

### Transfers
| Inkomend      | Ploeg 2019 | Uitgaand | Ploeg 2020 |
| ------------- | ---------- | -------- | ---------- |
| Jessica Pratt | Neoprof    |          |            |

### Ploeg 2020

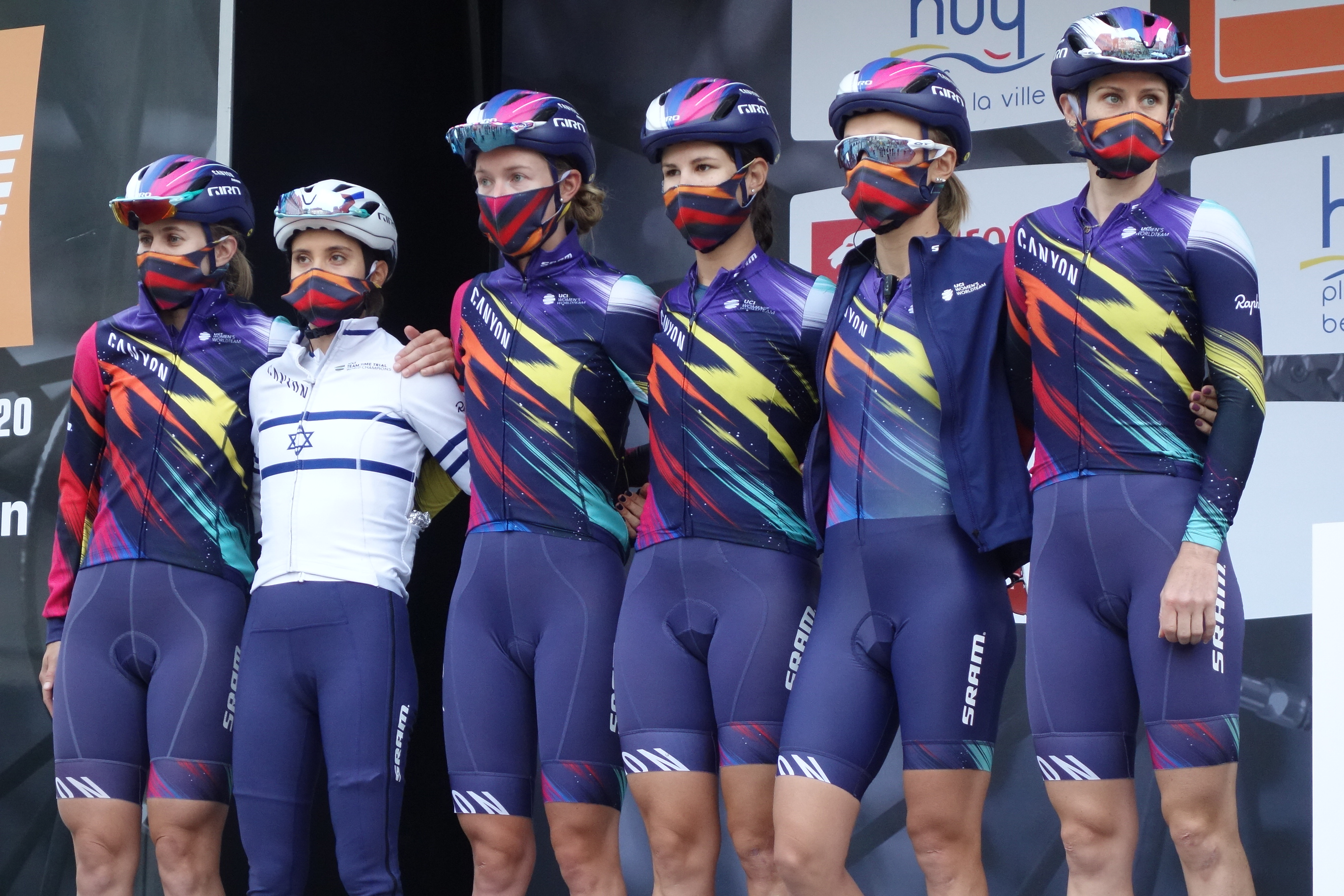
De ploeg in de Waalse Pijl 2020.

| Naam                   | Geboortedatum     | Nationaliteit       | Ploeg 2019 |
| ---------------------- | ----------------- | ------------------- | ---------- |
| Alena Amialiusik       | 6 februari 1989   | Wit-Rusland         |            |
| Alice Barnes           | 17 juli 1995      | Verenigd Koninkrijk |            |
| Hannah Barnes          | 4 mei 1993        | Verenigd Koninkrijk |            |
| Elena Cecchini         | 25 mei 1992       | Italië              |            |
| Tiffany Cromwell       | 6 juli 1988       | Australië           |            |
| Tanja Erath            | 7 oktober 1989    | Duitsland           |            |
| Pauline Ferrand-Prévot | 10 februari 1992  | Frankrijk           |            |
| Rotem Gafinovitz       | 9 juni 1992       | Israël              |            |
| Ella Harris            | 18 juli 1998      | Nieuw-Zeeland       |            |
| Lisa Klein             | 15 juli 1996      | Duitsland           |            |
| Hannah Ludwig          | 15 februari 2000  | Duitsland           |            |
| Katarzyna Niewiadoma   | 29 september 1994 | Polen               |            |
| Jessica Pratt          | 9 oktober 1997    | Australië           | Neoprof    |
| Christa Riffel         | 30 juli 1998      | Duitsland           |            |
| Alexis Ryan            | 18 augustus 1994  | Verenigde Staten    |            |
| Omer Shapira           | 9 september 1994  | Israël              |            |

### Fotogalerij

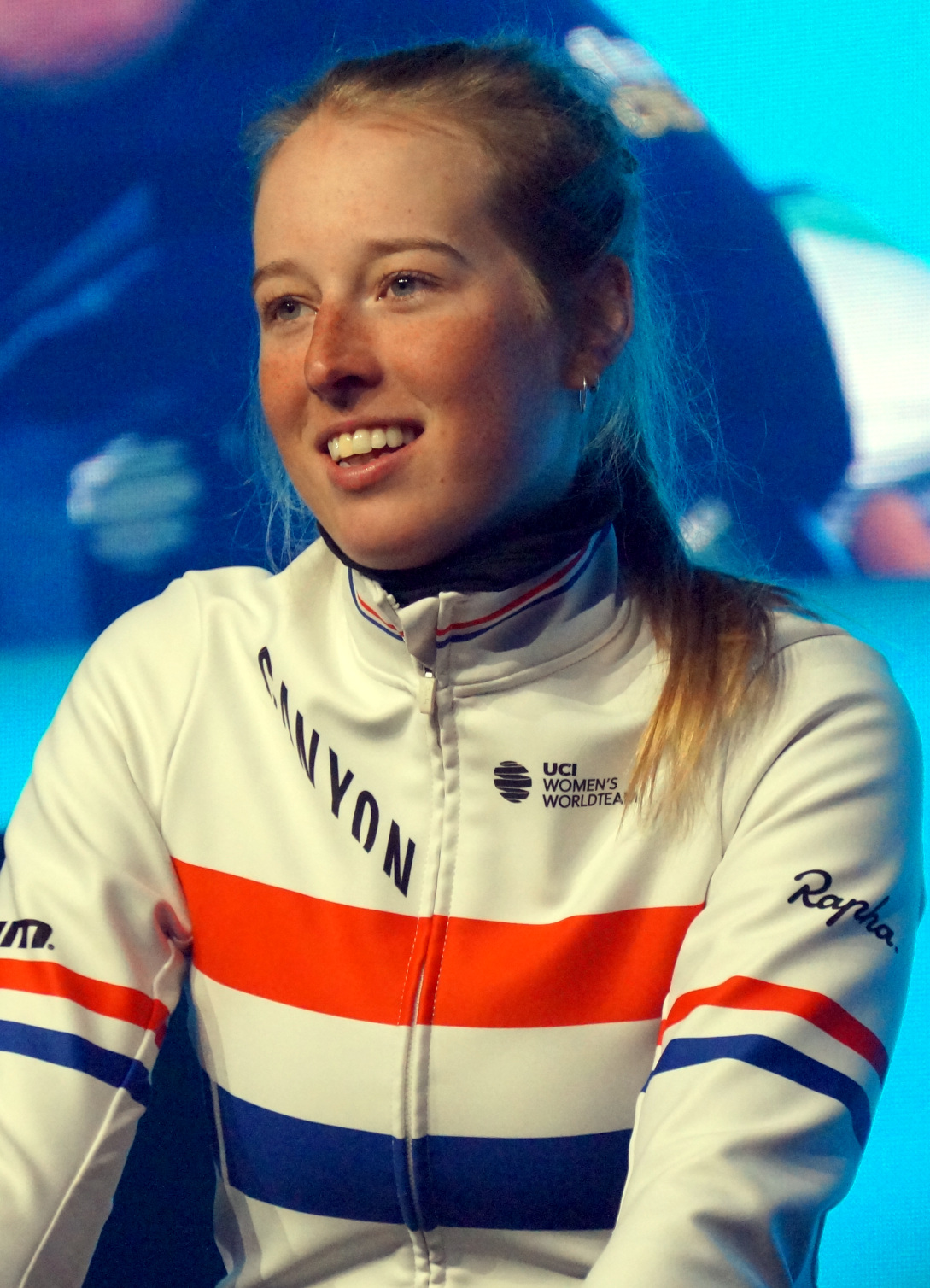
Alice Barnes
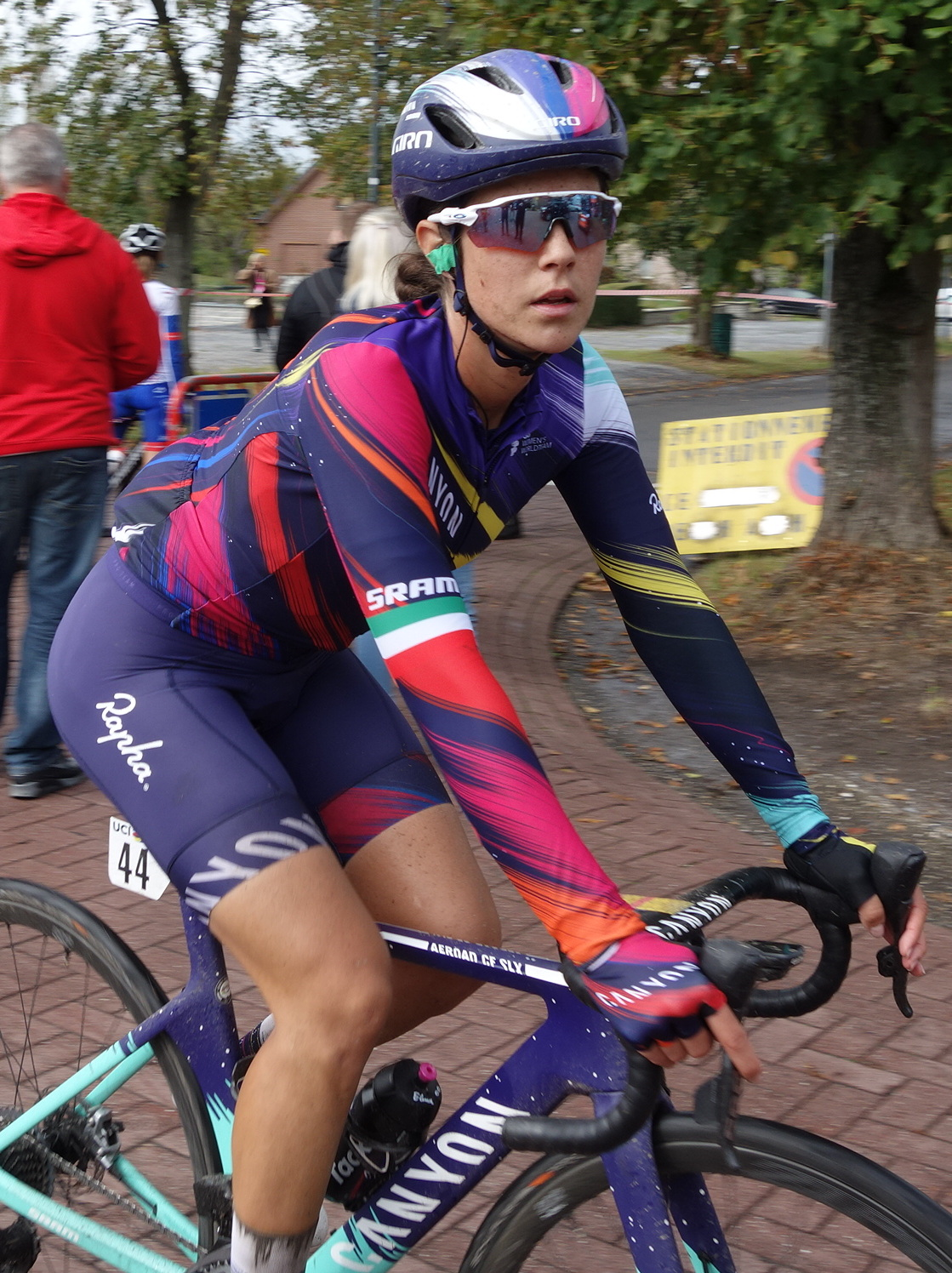
Elena Cecchini
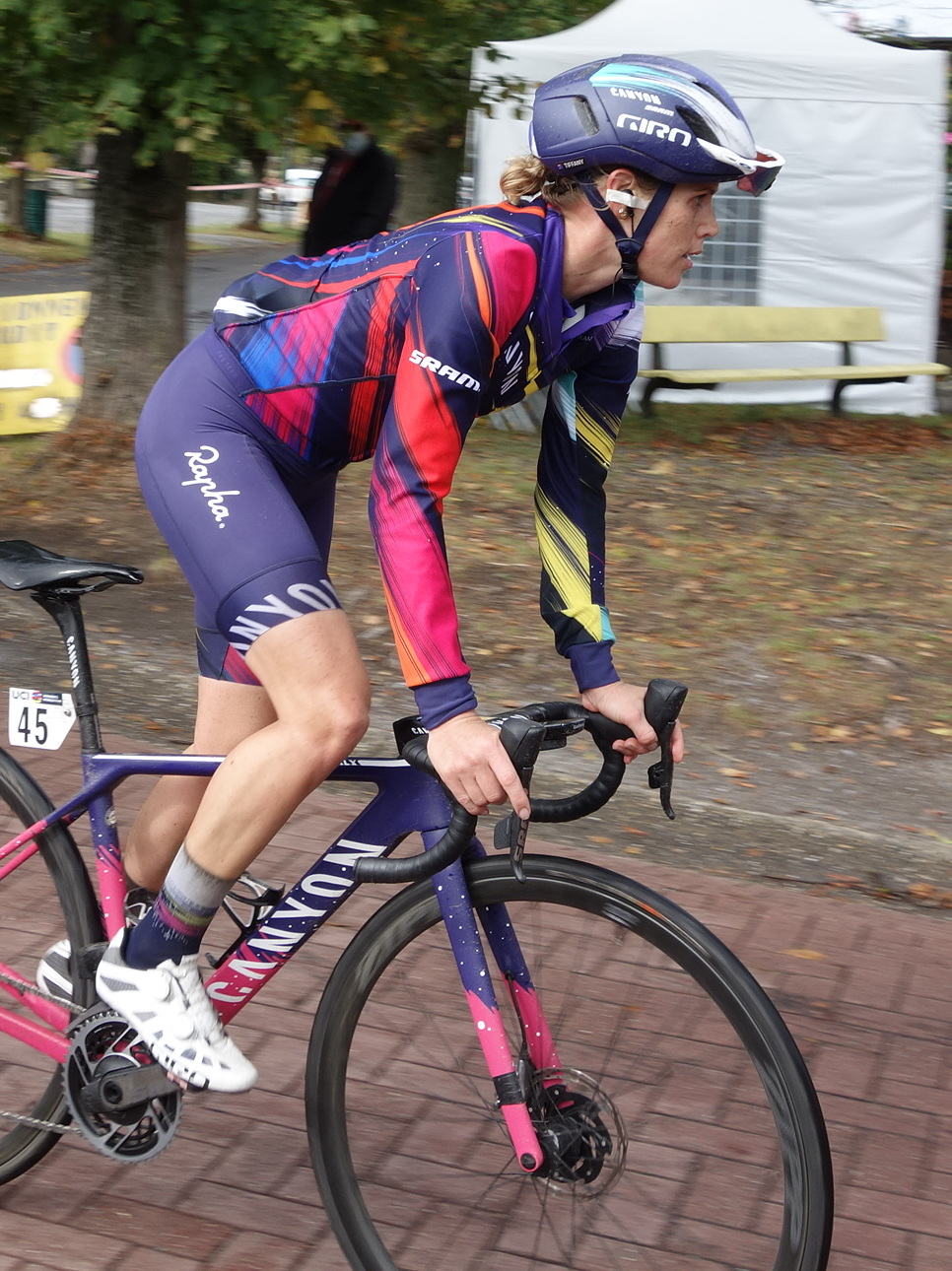
Tiffany Cromwell
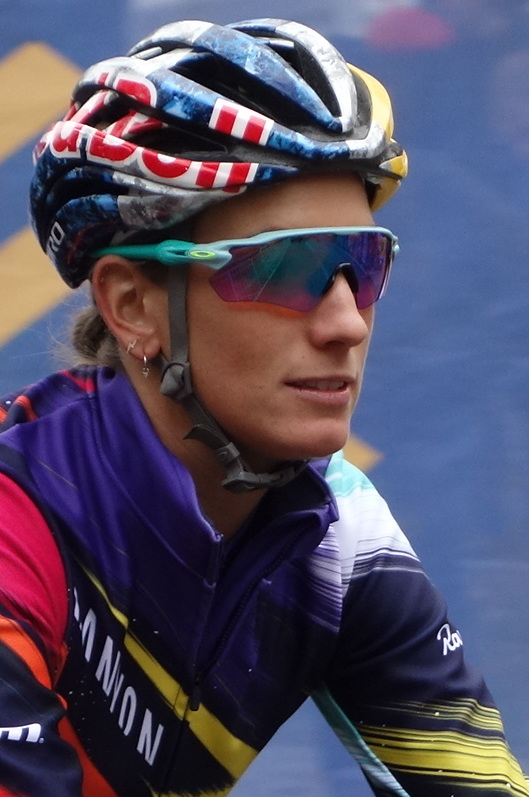
Pauline Ferrand-Prévot
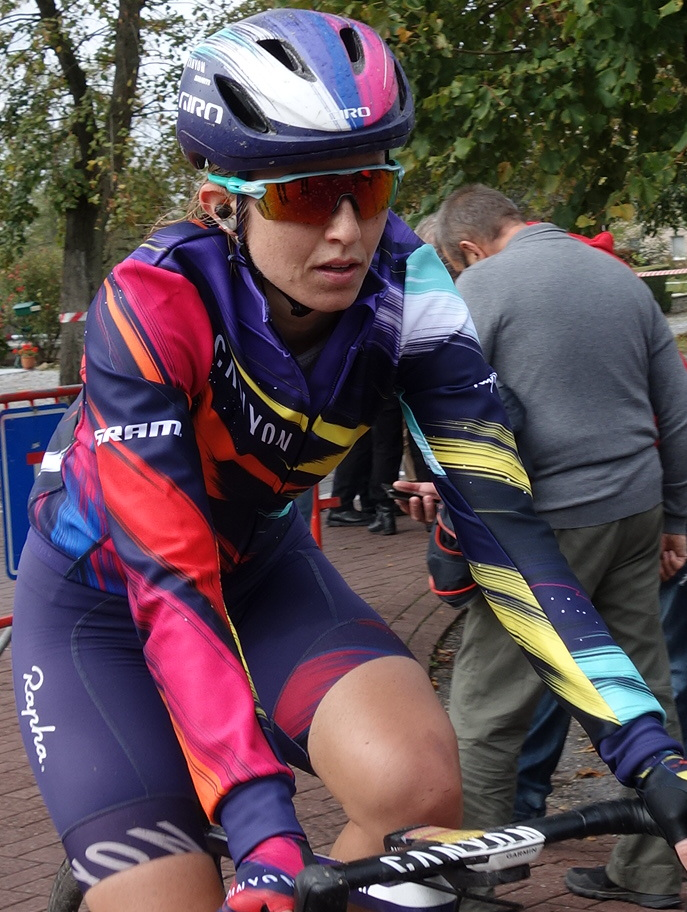
Alexis Ryan
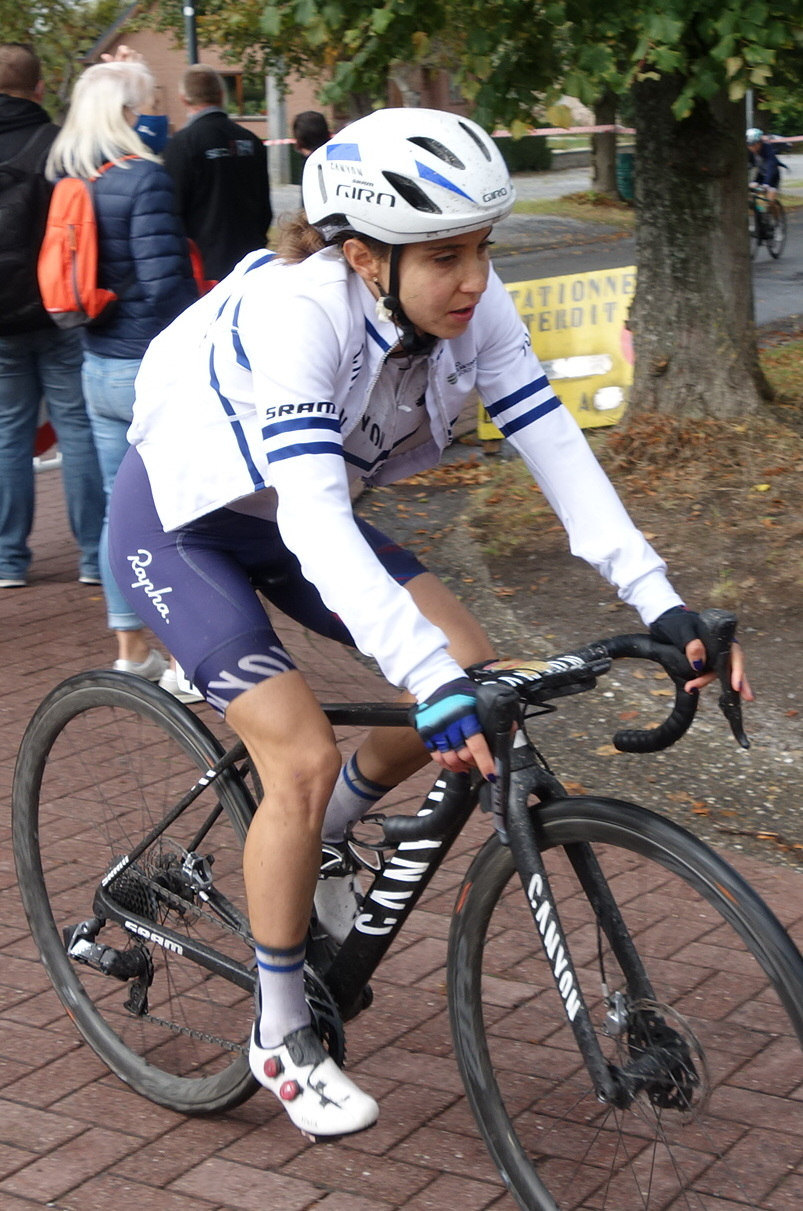
Omer Shapira

## Overwinningen
| Kampioenschappen Wereldkampioen cross-country, Pauline Ferrand-Prévot Europees kampioen cross-country, Pauline Ferrand-Prévot Israëlisch kampioen op de weg, Omer Shapira Israëlisch kampioen tijdrijden, Omer Shapira |

2002 · 2003 · 2004 · 2005 · 2006 · 2007 · 2008 · 2009 · 2010 · 2011 · 2012 · 2013 · 2014 · 2015 · 2016 · 2017 · 2018 · 2019 · 2020 · 2021 · 2022 · 2023  · 2024 · 2025
Alé BTC Ljubljana · Canyon-SRAM ·  CCC-Liv · FDJ Nouvelle-Aquitaine Futuroscope · Mitchelton-Scott · Movistar Team · Team Sunweb · Trek-Segafredo